# Awakened (álbum)
| Críticas profissionais | Críticas profissionais |
| Avaliações da crítica  | Avaliações da crítica  |
| Fonte                  | Avaliação              |
| ---------------------- | ---------------------- |
| allmusic               | link                   |
| About.com              | link                   |
| ARTISTdirect           | link                   |

Awakened é o sexto álbum de estúdio da banda norte-americana de Metalcore, As I Lay Dying. lançado em setembro de 2012, estreou em 11# no Billboard 200 com um pouco mais de 28 mil copias vendidas em sua semana de estreia.

## Faixas
1. "Cauterize"  	3:37
2. "A Greater Foundation"  	3:46
3. "Resilience"  	4:07
4. "Wasted Words"  	4:20
5. "Whispering Silence"  	4:30
6. "Overcome"  	4:36
7. "No Lungs to Breathe"  	4:04
8. "Defender"  	4:04
9. "Washed Away" (Instrumental)	1:00
10. "My Only Home"  	4:05
11. "Tear Out My Eyes"  	4:37

## Créditos
- Tim Lambesis - Vocal
- Nick Hipa - Guitarra
- Phil Sgrosso - Guitarra
- Josh Gilbert - Baixo, Vocal de apoio
- Jordan Mancino - Bateria